# 보츠와나 축구 국가대표팀
보츠와나 축구 국가대표팀(영어: Botswana national football team)은 보츠와나를 대표하는 축구 국가대표팀으로 보츠와나 축구 협회에서 관리하며 아프리카 축구의 최약체로 평가받는 팀들 중 하나다. 1968년 7월 13일 말라위와의 국제 A매치 데뷔전에서 1-8로 대패했는데 이는 보츠와나가 최다 점수차로 패한 국제 경기 중 하나이기도 하다. 현재 홈 구장으로는 보츠와나 국립경기장을 사용하고 있다.

## 국제 대회 경력

### FIFA 월드컵
현재까지 월드컵 본선 경험은 전무하며 그나마 2006년 FIFA 월드컵 아프리카 지역 예선 12경기에서 4승 1무 7패로 보츠와나 축구 역사상 월드컵 지역 예선 최다 승점 기록을 경신했고 이 과정에서 14골을 터뜨리며 월드컵 지역 예선 최다 득점 기록도 갈아치웠다.

### 아프리카 네이션스컵
2012년 대회를 통해 메이저 대회 본선에 처음으로 모습을 드러내어 이 대회에서는 3전 전패의 처참한 성적으로 조별리그에서 탈락했고 이후 2025년 대회를 통해 13년만에 아프리카 네이션스컵 2번째 본선 진출에 성공했다.

## 기타 국제 대회 경력
COSAFA컵에는 13번 출전하여 이 중 2번의 대회(2016년, 2019년)에서 준우승을 차지하면서 모든 국제 대회를 통틀어 가장 좋은 성적을 기록했고 이전 3번의 대회(2006년, 2007년, 2015년)에서는 4강에 이름을 올리는 등 모두 5번의 대회에서 4강 이상의 성과를 거두었다.

## FIFA 월드컵 (본선)
| 년도   | 결과      | 순위      | 경기      | 승        | 무*       | 패        | 득점      | 실점      | 승점      |
| ------ | --------- | --------- | --------- | --------- | --------- | --------- | --------- | --------- | --------- |
| 1930년 | 독립 이전 | 독립 이전 | 독립 이전 | 독립 이전 | 독립 이전 | 독립 이전 | 독립 이전 | 독립 이전 | 독립 이전 |
| 1934년 | 독립 이전 | 독립 이전 | 독립 이전 | 독립 이전 | 독립 이전 | 독립 이전 | 독립 이전 | 독립 이전 | 독립 이전 |
| 1938년 | 독립 이전 | 독립 이전 | 독립 이전 | 독립 이전 | 독립 이전 | 독립 이전 | 독립 이전 | 독립 이전 | 독립 이전 |
| 1950년 | 독립 이전 | 독립 이전 | 독립 이전 | 독립 이전 | 독립 이전 | 독립 이전 | 독립 이전 | 독립 이전 | 독립 이전 |
| 1954년 | 독립 이전 | 독립 이전 | 독립 이전 | 독립 이전 | 독립 이전 | 독립 이전 | 독립 이전 | 독립 이전 | 독립 이전 |
| 1958년 | 독립 이전 | 독립 이전 | 독립 이전 | 독립 이전 | 독립 이전 | 독립 이전 | 독립 이전 | 독립 이전 | 독립 이전 |
| 1962년 | 독립 이전 | 독립 이전 | 독립 이전 | 독립 이전 | 독립 이전 | 독립 이전 | 독립 이전 | 독립 이전 | 독립 이전 |
| 1966년 | 독립 이전 | 독립 이전 | 독립 이전 | 독립 이전 | 독립 이전 | 독립 이전 | 독립 이전 | 독립 이전 | 독립 이전 |
| 1970년 | 비회원국  | 비회원국  | 비회원국  | 비회원국  | 비회원국  | 비회원국  | 비회원국  | 비회원국  | 비회원국  |
| 1974년 | 비회원국  | 비회원국  | 비회원국  | 비회원국  | 비회원국  | 비회원국  | 비회원국  | 비회원국  | 비회원국  |
| 1978년 | 비회원국  | 비회원국  | 비회원국  | 비회원국  | 비회원국  | 비회원국  | 비회원국  | 비회원국  | 비회원국  |
| 1982년 | 불참      | 불참      | 불참      | 불참      | 불참      | 불참      | 불참      | 불참      | 불참      |
| 1986년 | 불참      | 불참      | 불참      | 불참      | 불참      | 불참      | 불참      | 불참      | 불참      |
| 1990년 | 불참      | 불참      | 불참      | 불참      | 불참      | 불참      | 불참      | 불참      | 불참      |
| 1994년 | 예선 탈락 | 예선 탈락 | 예선 탈락 | 예선 탈락 | 예선 탈락 | 예선 탈락 | 예선 탈락 | 예선 탈락 | 예선 탈락 |
| 1998년 | 불참      | 불참      | 불참      | 불참      | 불참      | 불참      | 불참      | 불참      | 불참      |
| 2002년 | 예선 탈락 | 예선 탈락 | 예선 탈락 | 예선 탈락 | 예선 탈락 | 예선 탈락 | 예선 탈락 | 예선 탈락 | 예선 탈락 |
| 2006년 | 예선 탈락 | 예선 탈락 | 예선 탈락 | 예선 탈락 | 예선 탈락 | 예선 탈락 | 예선 탈락 | 예선 탈락 | 예선 탈락 |
| 2010년 | 예선 탈락 | 예선 탈락 | 예선 탈락 | 예선 탈락 | 예선 탈락 | 예선 탈락 | 예선 탈락 | 예선 탈락 | 예선 탈락 |
| 2014년 | 예선 탈락 | 예선 탈락 | 예선 탈락 | 예선 탈락 | 예선 탈락 | 예선 탈락 | 예선 탈락 | 예선 탈락 | 예선 탈락 |
| 2018년 | 예선 탈락 | 예선 탈락 | 예선 탈락 | 예선 탈락 | 예선 탈락 | 예선 탈락 | 예선 탈락 | 예선 탈락 | 예선 탈락 |
| 2022년 | 예선 탈락 | 예선 탈락 | 예선 탈락 | 예선 탈락 | 예선 탈락 | 예선 탈락 | 예선 탈락 | 예선 탈락 | 예선 탈락 |
| 합계   |           |           |           |           |           |           |           |           |           |

### FIFA 월드컵 (예선)
| 1930년 | 독립 이전                                     | 독립 이전                                     | 독립 이전                                     | 독립 이전                                     | 독립 이전                                     | 독립 이전                                     | 독립 이전                                     |                                               |                                               |
| 1934년 | 독립 이전                                     | 독립 이전                                     | 독립 이전                                     | 독립 이전                                     | 독립 이전                                     | 독립 이전                                     | 독립 이전                                     |                                               |                                               |
| 1938년 | 독립 이전                                     | 독립 이전                                     | 독립 이전                                     | 독립 이전                                     | 독립 이전                                     | 독립 이전                                     | 독립 이전                                     |                                               |                                               |
| 1950년 | 독립 이전                                     | 독립 이전                                     | 독립 이전                                     | 독립 이전                                     | 독립 이전                                     | 독립 이전                                     | 독립 이전                                     |                                               |                                               |
| 1954년 | 독립 이전                                     | 독립 이전                                     | 독립 이전                                     | 독립 이전                                     | 독립 이전                                     | 독립 이전                                     | 독립 이전                                     |                                               |                                               |
| 1958년 | 독립 이전                                     | 독립 이전                                     | 독립 이전                                     | 독립 이전                                     | 독립 이전                                     | 독립 이전                                     | 독립 이전                                     |                                               |                                               |
| 1962년 | 독립 이전                                     | 독립 이전                                     | 독립 이전                                     | 독립 이전                                     | 독립 이전                                     | 독립 이전                                     | 독립 이전                                     |                                               |                                               |
| 1966년 | 독립 이전                                     | 독립 이전                                     | 독립 이전                                     | 독립 이전                                     | 독립 이전                                     | 독립 이전                                     | 독립 이전                                     |                                               |                                               |
| 1970년 | 비회원국                                      | 비회원국                                      | 비회원국                                      | 비회원국                                      | 비회원국                                      | 비회원국                                      | 비회원국                                      |                                               |                                               |
| 1974년 | 비회원국                                      | 비회원국                                      | 비회원국                                      | 비회원국                                      | 비회원국                                      | 비회원국                                      | 비회원국                                      |                                               |                                               |
| 1978년 | 비회원국                                      | 비회원국                                      | 비회원국                                      | 비회원국                                      | 비회원국                                      | 비회원국                                      | 비회원국                                      |                                               |                                               |
| 1982년 | 불참                                          | 불참                                          | 불참                                          | 불참                                          | 불참                                          | 불참                                          | 불참                                          |                                               |                                               |
| 1986년 | 불참                                          | 불참                                          | 불참                                          | 불참                                          | 불참                                          | 불참                                          | 불참                                          |                                               |                                               |
| 1990년 | 불참                                          | 불참                                          | 불참                                          | 불참                                          | 불참                                          | 불참                                          | 불참                                          |                                               |                                               |
| 1994년 | 4                                             | 0                                             | 1                                             | 3                                             | 1                                             | 9                                             | 1                                             |                                               |                                               |
| 1998년 | 불참                                          | 불참                                          | 불참                                          | 불참                                          | 불참                                          | 불참                                          | 불참                                          |                                               |                                               |
| 2002년 | 2                                             | 0                                             | 0                                             | 2                                             | 0                                             | 2                                             | 0                                             |                                               |                                               |
| 2006년 | 12                                            | 4                                             | 1                                             | 7                                             | 14                                            | 19                                            | 13                                            |                                               |                                               |
| 2010년 | 6                                             | 1                                             | 2                                             | 3                                             | 3                                             | 8                                             | 5                                             |                                               |                                               |
| 2014년 | 6                                             | 2                                             | 1                                             | 3                                             | 8                                             | 10                                            | 7                                             |                                               |                                               |
| 2018년 | 4                                             | 3                                             | 0                                             | 1                                             | 7                                             | 4                                             | 9                                             |                                               |                                               |
| 2022년 | 2                                             | 0                                             | 1                                             | 1                                             | 0                                             | 1                                             | 1                                             |                                               |                                               |
| 합계   | 36                                            | 10                                            | 6                                             | 20                                            | 33                                            | 53                                            | 36                                            |                                               |                                               |
| 순위   | 월드컵 예선 승점 순위 : 142위 (아프리카 33위) | 월드컵 예선 승점 순위 : 142위 (아프리카 33위) | 월드컵 예선 승점 순위 : 142위 (아프리카 33위) | 월드컵 예선 승점 순위 : 142위 (아프리카 33위) | 월드컵 예선 승점 순위 : 142위 (아프리카 33위) | 월드컵 예선 승점 순위 : 142위 (아프리카 33위) | 월드컵 예선 승점 순위 : 142위 (아프리카 33위) | 월드컵 예선 승점 순위 : 142위 (아프리카 33위) | 월드컵 예선 승점 순위 : 142위 (아프리카 33위) |

## 아프리카 네이션스컵(본선)
| 아프리카 네이션스컵 본선 기록 | 아프리카 네이션스컵 본선 기록        | 아프리카 네이션스컵 본선 기록        | 아프리카 네이션스컵 본선 기록        | 아프리카 네이션스컵 본선 기록        | 아프리카 네이션스컵 본선 기록        | 아프리카 네이션스컵 본선 기록        | 아프리카 네이션스컵 본선 기록        | 아프리카 네이션스컵 본선 기록        | 아프리카 네이션스컵 본선 기록        |
| 년도                          | 결과                                 | 순위                                 | 경기                                 | 승                                   | 무                                   | 패                                   | 득점                                 | 실점                                 | 승점                                 |
| ----------------------------- | ------------------------------------ | ------------------------------------ | ------------------------------------ | ------------------------------------ | ------------------------------------ | ------------------------------------ | ------------------------------------ | ------------------------------------ | ------------------------------------ |
| 1957년                        | 독립 이전                            | 독립 이전                            | 독립 이전                            | 독립 이전                            | 독립 이전                            | 독립 이전                            | 독립 이전                            | 독립 이전                            | 독립 이전                            |
| 1959년                        | 독립 이전                            | 독립 이전                            | 독립 이전                            | 독립 이전                            | 독립 이전                            | 독립 이전                            | 독립 이전                            | 독립 이전                            | 독립 이전                            |
| 1962년                        | 독립 이전                            | 독립 이전                            | 독립 이전                            | 독립 이전                            | 독립 이전                            | 독립 이전                            | 독립 이전                            | 독립 이전                            | 독립 이전                            |
| 1963년                        | 독립 이전                            | 독립 이전                            | 독립 이전                            | 독립 이전                            | 독립 이전                            | 독립 이전                            | 독립 이전                            | 독립 이전                            | 독립 이전                            |
| 1965년                        | 독립 이전                            | 독립 이전                            | 독립 이전                            | 독립 이전                            | 독립 이전                            | 독립 이전                            | 독립 이전                            | 독립 이전                            | 독립 이전                            |
| 1968년                        | 없음                                 | 없음                                 | 없음                                 | 없음                                 | 없음                                 | 없음                                 | 없음                                 | 없음                                 | 없음                                 |
| 1970년                        | 비회원국                             | 비회원국                             | 비회원국                             | 비회원국                             | 비회원국                             | 비회원국                             | 비회원국                             | 비회원국                             | 비회원국                             |
| 1972년                        | 비회원국                             | 비회원국                             | 비회원국                             | 비회원국                             | 비회원국                             | 비회원국                             | 비회원국                             | 비회원국                             | 비회원국                             |
| 1974년                        | 비회원국                             | 비회원국                             | 비회원국                             | 비회원국                             | 비회원국                             | 비회원국                             | 비회원국                             | 비회원국                             | 비회원국                             |
| 1976년                        | 비회원국                             | 비회원국                             | 비회원국                             | 비회원국                             | 비회원국                             | 비회원국                             | 비회원국                             | 비회원국                             | 비회원국                             |
| 1978년                        | 불참                                 | 불참                                 | 불참                                 | 불참                                 | 불참                                 | 불참                                 | 불참                                 | 불참                                 | 불참                                 |
| 1980년                        | 불참                                 | 불참                                 | 불참                                 | 불참                                 | 불참                                 | 불참                                 | 불참                                 | 불참                                 | 불참                                 |
| 1982년                        | 불참                                 | 불참                                 | 불참                                 | 불참                                 | 불참                                 | 불참                                 | 불참                                 | 불참                                 | 불참                                 |
| 1984년                        | 불참                                 | 불참                                 | 불참                                 | 불참                                 | 불참                                 | 불참                                 | 불참                                 | 불참                                 | 불참                                 |
| 1986년                        | 불참                                 | 불참                                 | 불참                                 | 불참                                 | 불참                                 | 불참                                 | 불참                                 | 불참                                 | 불참                                 |
| 1988년                        | 불참                                 | 불참                                 | 불참                                 | 불참                                 | 불참                                 | 불참                                 | 불참                                 | 불참                                 | 불참                                 |
| 1990년                        | 불참                                 | 불참                                 | 불참                                 | 불참                                 | 불참                                 | 불참                                 | 불참                                 | 불참                                 | 불참                                 |
| 1992년                        | 불참                                 | 불참                                 | 불참                                 | 불참                                 | 불참                                 | 불참                                 | 불참                                 | 불참                                 | 불참                                 |
| 1994년                        | 예선 탈락                            | 예선 탈락                            | 예선 탈락                            | 예선 탈락                            | 예선 탈락                            | 예선 탈락                            | 예선 탈락                            | 예선 탈락                            | 예선 탈락                            |
| 1996년                        | 예선 탈락                            | 예선 탈락                            | 예선 탈락                            | 예선 탈락                            | 예선 탈락                            | 예선 탈락                            | 예선 탈락                            | 예선 탈락                            | 예선 탈락                            |
| 1998년                        | 예선 탈락                            | 예선 탈락                            | 예선 탈락                            | 예선 탈락                            | 예선 탈락                            | 예선 탈락                            | 예선 탈락                            | 예선 탈락                            | 예선 탈락                            |
| 2000년                        | 예선 탈락                            | 예선 탈락                            | 예선 탈락                            | 예선 탈락                            | 예선 탈락                            | 예선 탈락                            | 예선 탈락                            | 예선 탈락                            | 예선 탈락                            |
| 2002년                        | 예선 탈락                            | 예선 탈락                            | 예선 탈락                            | 예선 탈락                            | 예선 탈락                            | 예선 탈락                            | 예선 탈락                            | 예선 탈락                            | 예선 탈락                            |
| 2004년                        | 예선 탈락                            | 예선 탈락                            | 예선 탈락                            | 예선 탈락                            | 예선 탈락                            | 예선 탈락                            | 예선 탈락                            | 예선 탈락                            | 예선 탈락                            |
| 2006년                        | 예선 탈락                            | 예선 탈락                            | 예선 탈락                            | 예선 탈락                            | 예선 탈락                            | 예선 탈락                            | 예선 탈락                            | 예선 탈락                            | 예선 탈락                            |
| 2008년                        | 예선 탈락                            | 예선 탈락                            | 예선 탈락                            | 예선 탈락                            | 예선 탈락                            | 예선 탈락                            | 예선 탈락                            | 예선 탈락                            | 예선 탈락                            |
| 2010년                        | 예선 탈락                            | 예선 탈락                            | 예선 탈락                            | 예선 탈락                            | 예선 탈락                            | 예선 탈락                            | 예선 탈락                            | 예선 탈락                            | 예선 탈락                            |
| 2012년                        | 조별리그                             | 16위                                 | 3                                    | 0                                    | 0                                    | 3                                    | 2                                    | 9                                    | 0                                    |
| 2013년                        | 예선 탈락                            | 예선 탈락                            | 예선 탈락                            | 예선 탈락                            | 예선 탈락                            | 예선 탈락                            | 예선 탈락                            | 예선 탈락                            | 예선 탈락                            |
| 2015년                        | 예선 탈락                            | 예선 탈락                            | 예선 탈락                            | 예선 탈락                            | 예선 탈락                            | 예선 탈락                            | 예선 탈락                            | 예선 탈락                            | 예선 탈락                            |
| 2017년                        | 예선 탈락                            | 예선 탈락                            | 예선 탈락                            | 예선 탈락                            | 예선 탈락                            | 예선 탈락                            | 예선 탈락                            | 예선 탈락                            | 예선 탈락                            |
| 2019년                        | 예선 탈락                            | 예선 탈락                            | 예선 탈락                            | 예선 탈락                            | 예선 탈락                            | 예선 탈락                            | 예선 탈락                            | 예선 탈락                            | 예선 탈락                            |
| 2021년                        | 예선 탈락                            | 예선 탈락                            | 예선 탈락                            | 예선 탈락                            | 예선 탈락                            | 예선 탈락                            | 예선 탈락                            | 예선 탈락                            | 예선 탈락                            |
| 합계                          | 1회 진출(1/27)                       | 조별리그(1회)                        | 3                                    | 0                                    | 0                                    | 3                                    | 2                                    | 9                                    | 0                                    |
| 순위                          | 아프리카 네이션스컵 역대 순위 : 39위 | 아프리카 네이션스컵 역대 순위 : 39위 | 아프리카 네이션스컵 역대 순위 : 39위 | 아프리카 네이션스컵 역대 순위 : 39위 | 아프리카 네이션스컵 역대 순위 : 39위 | 아프리카 네이션스컵 역대 순위 : 39위 | 아프리카 네이션스컵 역대 순위 : 39위 | 아프리카 네이션스컵 역대 순위 : 39위 | 아프리카 네이션스컵 역대 순위 : 39위 |

### 아프리카 네이션스컵(예선)
| 아프리카 네이션스컵 예선 기록 | 아프리카 네이션스컵 예선 기록 | 아프리카 네이션스컵 예선 기록 | 아프리카 네이션스컵 예선 기록 | 아프리카 네이션스컵 예선 기록 | 아프리카 네이션스컵 예선 기록 | 아프리카 네이션스컵 예선 기록 | 아프리카 네이션스컵 예선 기록 |
| 년도                          | 경기                          | 승                            | 무*                           | 패                            | 득점                          | 실점                          | 승점                          |
| ----------------------------- | ----------------------------- | ----------------------------- | ----------------------------- | ----------------------------- | ----------------------------- | ----------------------------- | ----------------------------- |
| 1957년                        | 독립 이전                     | 독립 이전                     | 독립 이전                     | 독립 이전                     | 독립 이전                     | 독립 이전                     | 독립 이전                     |
| 1959년                        | 독립 이전                     | 독립 이전                     | 독립 이전                     | 독립 이전                     | 독립 이전                     | 독립 이전                     | 독립 이전                     |
| 1962년                        | 독립 이전                     | 독립 이전                     | 독립 이전                     | 독립 이전                     | 독립 이전                     | 독립 이전                     | 독립 이전                     |
| 1963년                        | 독립 이전                     | 독립 이전                     | 독립 이전                     | 독립 이전                     | 독립 이전                     | 독립 이전                     | 독립 이전                     |
| 1965년                        | 독립 이전                     | 독립 이전                     | 독립 이전                     | 독립 이전                     | 독립 이전                     | 독립 이전                     | 독립 이전                     |
| 1968년                        | 없음                          | 없음                          | 없음                          | 없음                          | 없음                          | 없음                          | 없음                          |
| 1970년                        | 비회원국                      | 비회원국                      | 비회원국                      | 비회원국                      | 비회원국                      | 비회원국                      | 비회원국                      |
| 1972년                        | 비회원국                      | 비회원국                      | 비회원국                      | 비회원국                      | 비회원국                      | 비회원국                      | 비회원국                      |
| 1974년                        | 비회원국                      | 비회원국                      | 비회원국                      | 비회원국                      | 비회원국                      | 비회원국                      | 비회원국                      |
| 1976년                        | 비회원국                      | 비회원국                      | 비회원국                      | 비회원국                      | 비회원국                      | 비회원국                      | 비회원국                      |
| 1978년                        | 불참                          | 불참                          | 불참                          | 불참                          | 불참                          | 불참                          | 불참                          |
| 1980년                        | 불참                          | 불참                          | 불참                          | 불참                          | 불참                          | 불참                          | 불참                          |
| 1982년                        | 불참                          | 불참                          | 불참                          | 불참                          | 불참                          | 불참                          | 불참                          |
| 1984년                        | 불참                          | 불참                          | 불참                          | 불참                          | 불참                          | 불참                          | 불참                          |
| 1986년                        | 불참                          | 불참                          | 불참                          | 불참                          | 불참                          | 불참                          | 불참                          |
| 1988년                        | 불참                          | 불참                          | 불참                          | 불참                          | 불참                          | 불참                          | 불참                          |
| 1990년                        | 불참                          | 불참                          | 불참                          | 불참                          | 불참                          | 불참                          | 불참                          |
| 1992년                        | 불참                          | 불참                          | 불참                          | 불참                          | 불참                          | 불참                          | 불참                          |
| 1994년                        | 2                             | 0                             | 1                             | 1                             | 0                             | 4                             | 1                             |
| 1996년                        | 10                            | 0                             | 2                             | 8                             | 5                             | 27                            | 2                             |
| 1998년                        | 2                             | 0                             | 1                             | 1                             | 0                             | 6                             | 1                             |
| 2000년                        | 2                             | 0                             | 1                             | 1                             | 1                             | 2                             | 1                             |
| 2002년                        | 2                             | 1                             | 0                             | 1                             | 1                             | 2                             | 3                             |
| 2004년                        | 6                             | 0                             | 3                             | 3                             | 2                             | 6                             | 3                             |
| 2006년                        | 12                            | 4                             | 1                             | 7                             | 14                            | 19                            | 13                            |
| 2008년                        | 6                             | 2                             | 1                             | 3                             | 3                             | 7                             | 7                             |
| 2010년                        | 6                             | 1                             | 2                             | 3                             | 3                             | 8                             | 5                             |
| 2012년                        | 8                             | 5                             | 2                             | 1                             | 7                             | 3                             | 17                            |
| 2013년                        | 2                             | 0                             | 0                             | 2                             | 1                             | 7                             | 0                             |
| 2015년                        | 2                             | 0                             | 0                             | 2                             | 0                             | 3                             | 0                             |
| 2017년                        | 6                             | 2                             | 0                             | 4                             | 5                             | 8                             | 6                             |
| 2019년                        | 6                             | 0                             | 1                             | 5                             | 1                             | 8                             | 1                             |
| 2021년                        | 6                             | 1                             | 1                             | 4                             | 2                             | 9                             | 4                             |
| 합계                          | 78                            | 17                            | 19                            | 42                            | 45                            | 119                           | 64                            |

### 2012년 아프리카 네이션스컵
보츠와나는 2012년 아프리카 네이션스컵 예선 K조에 배정되어 5승 2무 1패로 조 1위를 차지해 2012년 아프리카 네이션스컵에 첫 출전을 하였다. 
본선에서는 D조에 편성되어 가나에게 0:1로 석패하고, 기니에게 1:6으로 대패하였으며, 말리에 1:2로 패해 3전패로 8강 진출에는 실패했다.
| 팀       | 경기 | 승 | 무 | 패 | 득 | 실 | 득실 | 승점 |
| -------- | ---- | -- | -- | -- | -- | -- | ---- | ---- |
| 보츠와나 | 8    | 5  | 2  | 1  | 7  | 3  | +4   | 17   |
| 튀니지   | 8    | 4  | 2  | 2  | 14 | 6  | +8   | 14   |
| 말라위   | 8    | 2  | 6  | 0  | 13 | 8  | +5   | 12   |
| 토고     | 8    | 1  | 3  | 4  | 6  | 10 | −4   | 6    |
| 차드     | 8    | 0  | 3  | 5  | 7  | 20 | −13  | 3    |

|          | 보츠와나 | 튀니지 | 말라위 | 토고 | 차드 |
| -------- | -------- | ------ | ------ | ---- | ---- |
| 보츠와나 | ―        | 1-0    | 0-0    | 1-0  | 2-1  |
| 튀니지   | 0-1      | ―      | 2-2    | 2-0  | 5-0  |
| 말라위   | 1-1      | 0-0    | ―      | 1-0  | 6-2  |
| 토고     | 1-0      | 1-2    | 1-1    | ―    | 0-0  |
| 차드     | 0-1      | 1-3    | 2-2    | 2-2  | ―    |

| 튀니지 | 0 : 1  | 보츠와나 |
| ------ | ------ | -------- |
|        | 리포트 |          |

| 보츠와나 | 1 : 0  | 차드 |
| -------- | ------ | ---- |
|          | 리포트 |      |

| 말라위 | 1 : 1  | 보츠와나 |
| ------ | ------ | -------- |
|        | 리포트 |          |

| 보츠와나 | 2 : 1  | 토고 |
| -------- | ------ | ---- |
|          | 리포트 |      |

| 보츠와나 | 1 : 0  | 튀니지 |
| -------- | ------ | ------ |
|          | 리포트 |        |

| 차드 | 0 : 1  | 보츠와나 |
| ---- | ------ | -------- |
|      | 리포트 |          |

| 보츠와나 | 0 : 0  | 말라위 |
| -------- | ------ | ------ |
|          | 리포트 |        |

| 토고 | 1 : 0  | 보츠와나 |
| ---- | ------ | -------- |
|      | 리포트 |          |

| 팀       | 경기수 | 승 | 무 | 패 | 득점 | 실점 | 골득실 | 승점 |
| -------- | ------ | -- | -- | -- | ---- | ---- | ------ | ---- |
| 가나     | 3      | 2  | 1  | 0  | 4    | 1    | +3     | 7    |
| 말리     | 3      | 2  | 0  | 1  | 3    | 3    | 0      | 6    |
| 기니     | 3      | 1  | 1  | 1  | 7    | 3    | +4     | 4    |
| 보츠와나 | 3      | 0  | 0  | 3  | 2    | 9    | -7     | 0    |

| 가나     | 1 : 0 | 보츠와나 |
| -------- | ----- | -------- |
| 멘사 25′ |       |          |

| 보츠와나                | 1 : 6 | 기니                                                                     |
| ----------------------- | ----- | ------------------------------------------------------------------------ |
| 셀로와네 23′ (페널티골) |       | S.디알로 15′ 27′ · A.R.카마라 42′ · 트라오레 45+3′ · M.바 84′ · 수마 86′ |

| 보츠와나   | 1 : 2 | 말리                    |
| ---------- | ----- | ----------------------- |
| 은게레 50′ |       | 뎀베레 56′ · 케이타 75′ |

## COSAFA컵 기록
| 년도   | 결과        | 경기        | 승          | 무*         | 패          | 득점        | 실점        |
| ------ | ----------- | ----------- | ----------- | ----------- | ----------- | ----------- | ----------- |
| 1997년 | 예선 탈락   | 1           | 0           | 0           | 1           | 1           | 4           |
| 1998년 | 예선 탈락   | 1           | 0           | 0           | 1           | 1           | 2           |
| 1999년 | 예선 탈락   | 2           | 0           | 0           | 2           | 1           | 4           |
| 2000년 | 예선 탈락   | 1           | 0           | 0           | 1           | 0           | 3           |
| 2001년 | 예선 탈락   | 1           | 0           | 0           | 1           | 0           | 1           |
| 2002년 | 예선 탈락   | 1           | 0           | 1           | 0           | 0           | 0           |
| 2003년 | 8강         | 2           | 1           | 1           | 0           | 2           | 1           |
| 2004년 | 8강         | 2           | 0           | 2           | 0           | 1           | 1           |
| 2005년 | 예선 탈락   | 2           | 0           | 1           | 1           | 1           | 3           |
| 2006년 | 4강         | 3           | 1           | 1           | 1           | 2           | 1           |
| 2007년 | 4강         | 3           | 1           | 1           | 1           | 1           | 1           |
| 2008년 | 8강         | 1           | 0           | 0           | 1           | 0           | 2           |
| 2009년 | 8강         | 4           | 2           | 1           | 1           | 3           | 1           |
| 2010년 | 대회 취소됨 | 대회 취소됨 | 대회 취소됨 | 대회 취소됨 | 대회 취소됨 | 대회 취소됨 | 대회 취소됨 |
| 합계   | 13/13       | 24          | 5           | 8           | 11          | 13          | 24          |